# Ruine Weißenstein (Steinwald)
Die Ruine Weißenstein steht auf dem 863,5 m ü. NHN hohen Weißenstein im Steinwald in Hohenhard zwischen Waldershof und Erbendorf in der nördlichen Oberpfalz im Landkreis Tirschenreuth und ist unter der Aktennummer D-3-77-157-16 als Baudenkmal verzeichnet. „Archäologische Befunde im Bereich der mittelalterlichen Burgruine ‚Weißenstein‘“ werden zudem als Bodendenkmal unter der Aktennummer D-3-6038-0012 geführt.

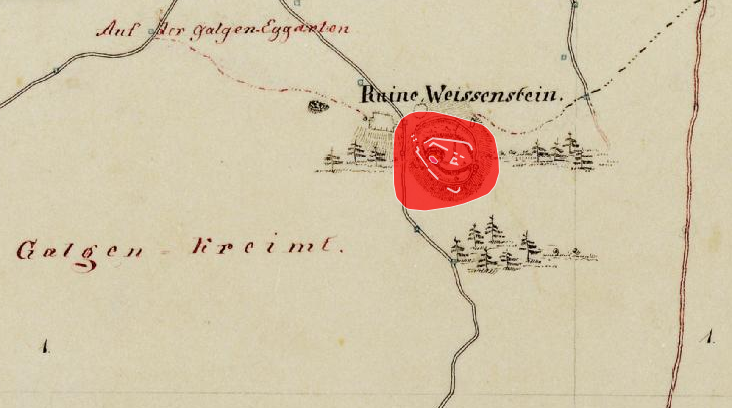
Lageplan der Ruine Weißenstein (Steinwald) auf dem Urkataster von Bayern

## Geschichte
⊙
Der Name der Steinwaldburg Weißenstein erschien urkundlich erstmals am 21. März 1279 als „Wisstenstein“. Damals trat ein „Wolff de Wisstenstein“ als Urkundenzeuge bei einer Güterübertragung auf. Weitere Zeugen waren Vertreter der Familie Notthafft. Die Wolffe werden wohl vor dieser Zeit, obwohl dies urkundlich nicht nachweisbar ist, auch die Erbauer einer ersten kleinen Burganlage an der damals wichtigen Straße aus dem Friedenfelser Raum über den Steinwald nach Hohenhard gewesen sein. Die damalige Anlage, wurde als „Blochwerk“, eine Burg mit einem Turm, dessen Obergeschoss in Fachwerk- oder Blockbauweise ausgeführt war, bezeichnet. Um 1290 wurden Ludwig, Dietrich und Nicklas Wolff von Weißenstein als Besitzer genannt. Schon 1309 hatte Albert Notthaft VI., Abkömmling eines alten Ministerialengeschlechts, das vordem in Böhmen reich begütert war, einen Teil des Weißensteins erworben.
1333 war dessen Sohn Albrecht Notthafft XI. Mitbesitzer des Weißensteins. Bei der Verleihung der kaiserlichen und herzoglichen Lehen durch Ludwig den Bayern an ihn wurde ausdrücklich hervorgehoben, dass er wegen der Parteinahme seines Vaters für den im Streit um den Thron unterlegenen Friedrich den Schönen von Österreich keinen Schaden haben sollte. Der Weißenstein war wahrscheinlich bei den kriegerischen Auseinandersetzungen des Thronstreits und auch im Krieg zwischen König Ludwig dem Bayern und König Johann von Böhmen arg in Mitleidenschaft gezogen worden. Doch schon am 25. Juli 1339 erlaubte der Burggraf Johann II. von Nürnberg, Feldhauptmann König Ludwigs, dem Albrecht Notthafft XI., „dass er die Veste Weißenstein pauen und bessern mag und soll, wie er will“, jedoch musste sie „offenes Haus“ für den Burggrafen sein.
Nachdem Albrecht Notthafft XI. im Jahr 1341 auch noch das letzte Drittel des Weißensteins von Gerhard, dem Wolff von Thumsenreuth, erworben hatte, wird er den großzügigen Auf- und Ausbau der Burg Weißenstein in die Wege geleitet haben. Sie mag damals den Umfang erhalten haben, wie man ihn aus den zum Teil freigelegten oder den noch unter Schutt begrabenen Grundmauern ersehen kann, eine für diesen Platz doch sehr beachtliche Anlage. 1373 war Albrecht Nothafft XII., der Sohn Albrechts Notthafft XI., Besitzer des Weißensteins. Er gründete die Weißensteiner Linie des Geschlechts der Notthafft. Ihre Abkömmlinge besaßen den Weißenstein bis zu ihrem Aussterben 1718. Zwischenzeitlich war die Herrschaft Weißenstein aus wirtschaftlichen Gründen von 1552 bis 1566 an die mit den Nothafft verschwägerten von Waldenfels verkauft, dann aber zurückgekauft worden. Dann folgten ihre Verwandten aus der Bodensteiner Linie bis 1882 als Besitzer. Schon von Anfang an besaß nicht immer eine einzige Person die Burg, sie gehörte dem Familienverband. Jedes Mitglied der Notthaft von Weißenstein hatte einen mehr oder minder großen Anteil an der Burg (Ganerbschaft). In einem Burgfriedensvertrag von 1464 regelten die damaligen Besitzer Fritz, Gilg III. und Ulrich Nothafft den Unterhalt und die Nutzung der Burg. Damals wurden ein Pfleger als Schlossverwalter und zwei Torwächter genannt. Daraus geht hervor, dass die Burg Weißenstein zu dieser Zeit nur noch selten als Wohnung der Eigentümer diente. Die Nothafft bauten sich ihre neuen Sitze in Friedenfels und in Poppenreuth.

Ruine Weißenstein
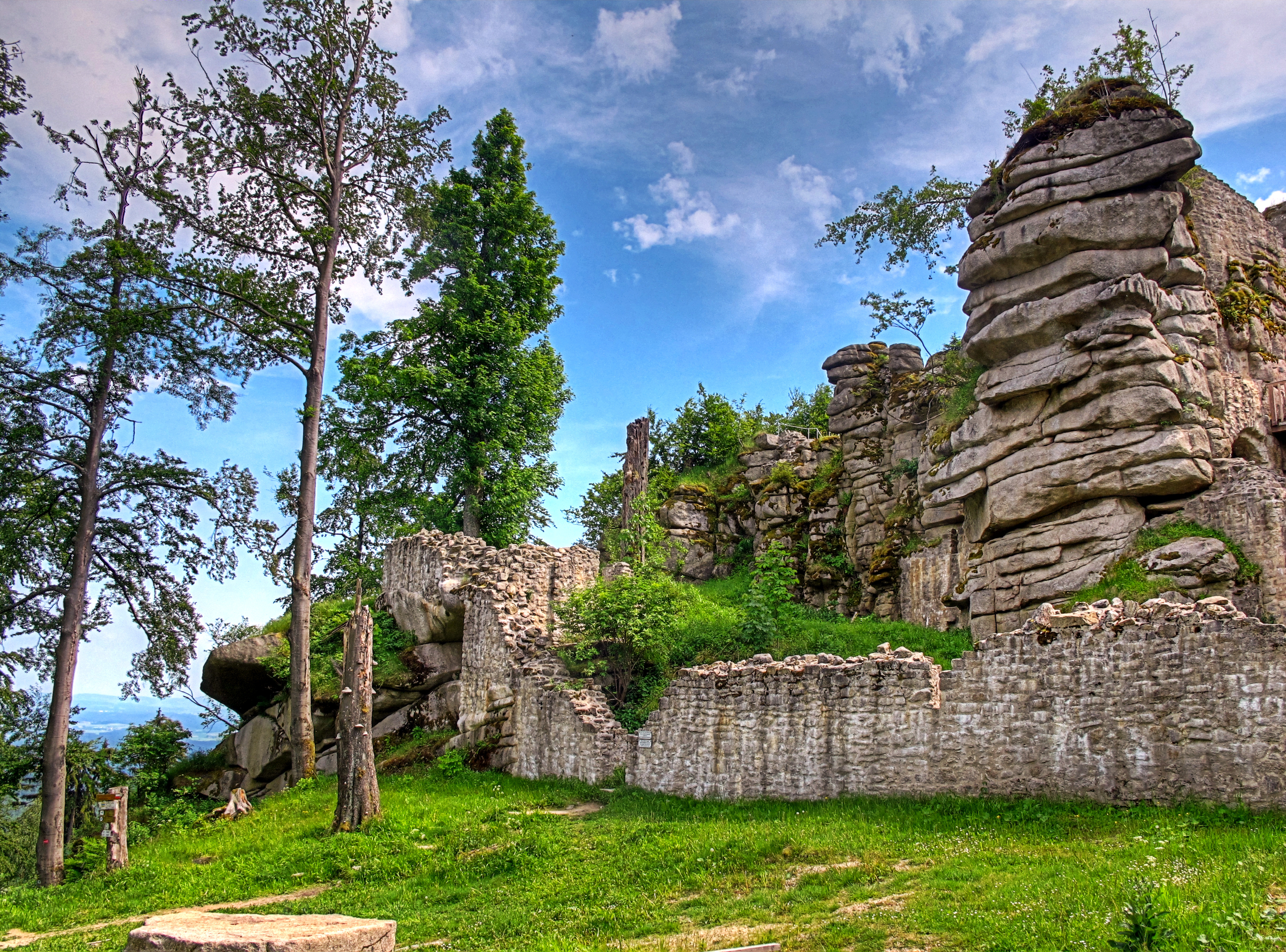
Burgmauer Blickrichtung Osten
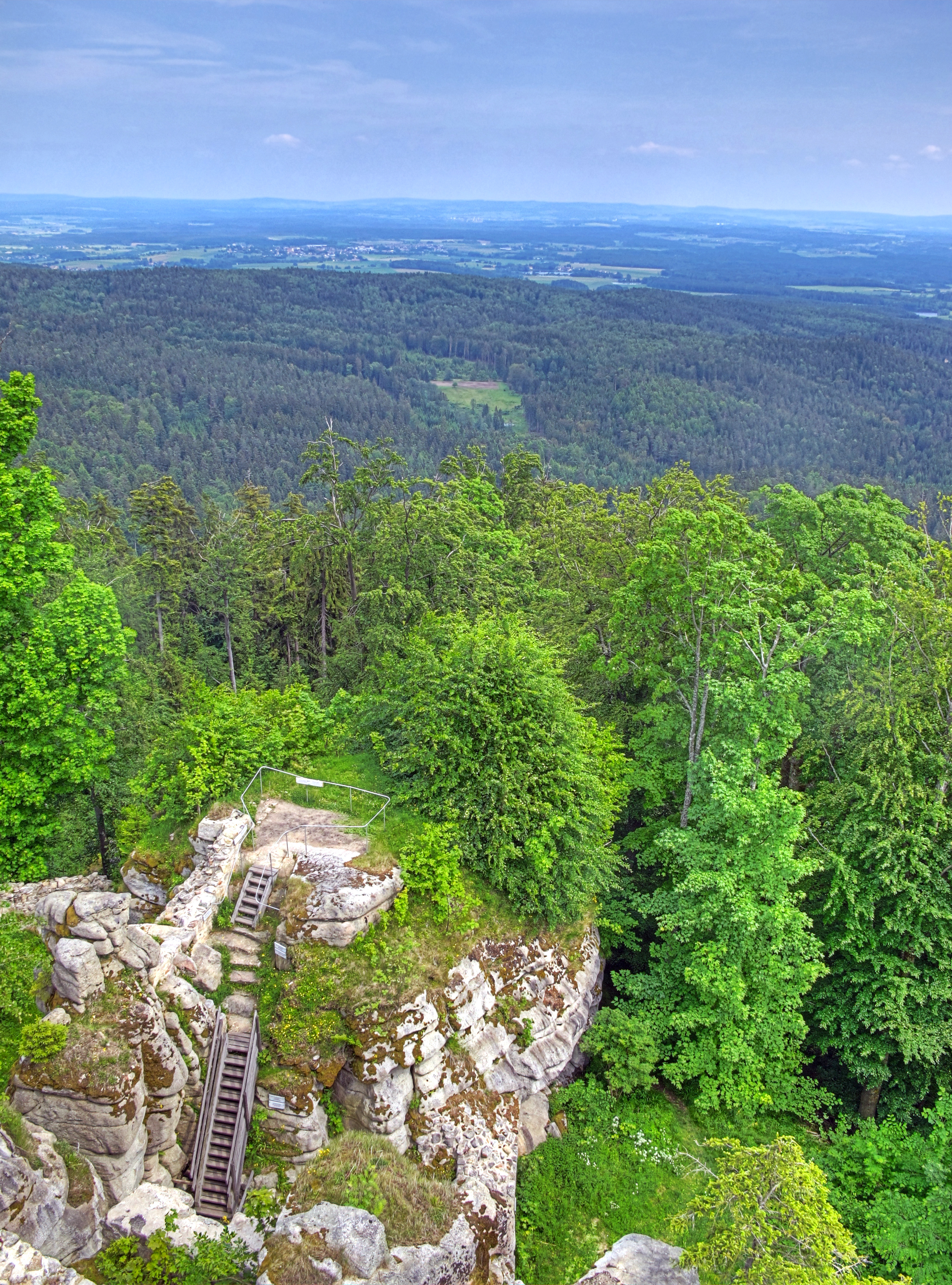
Blick vom Hauptturm in Richtung Osten
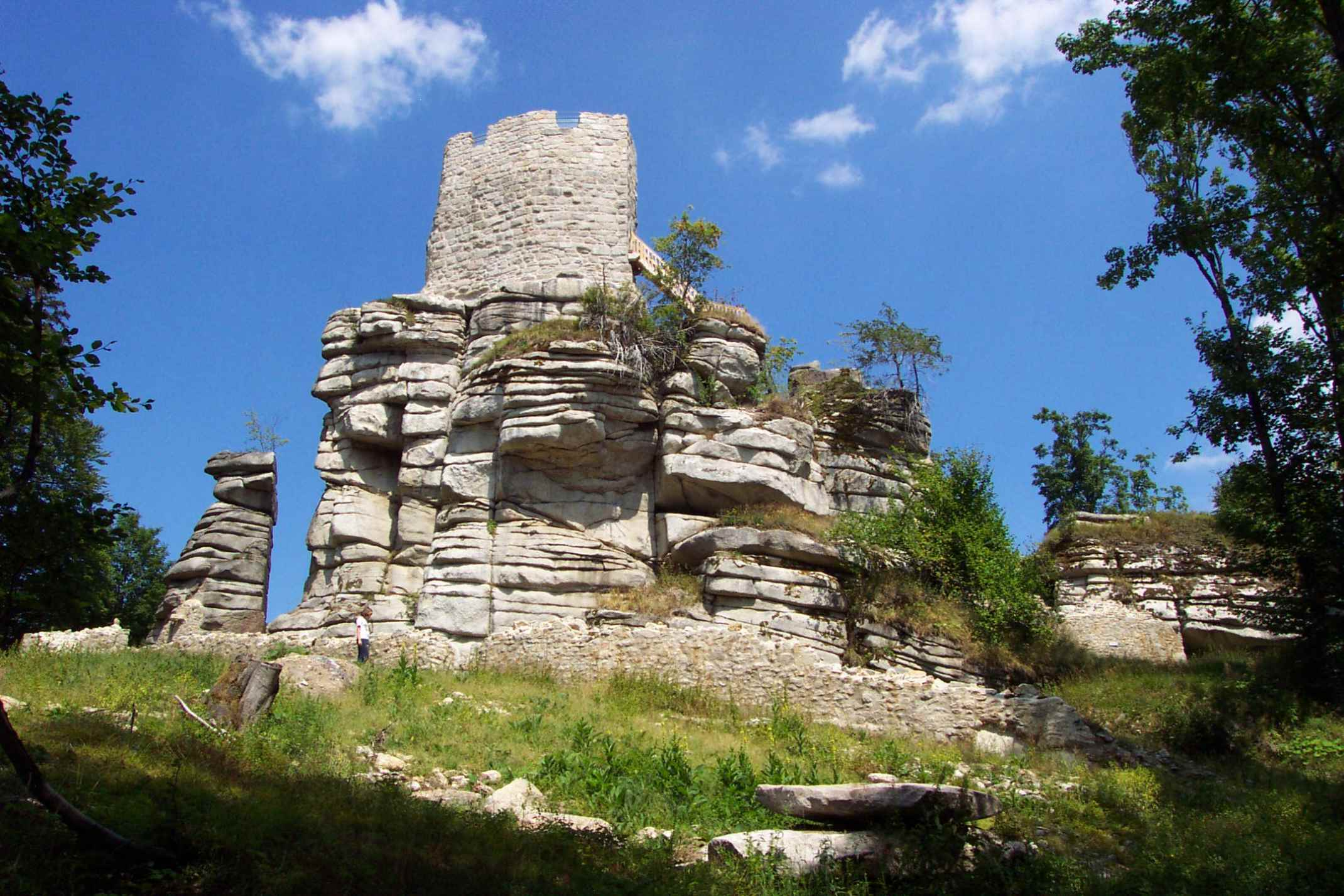
Ansicht der Ruine mit Ringmauer
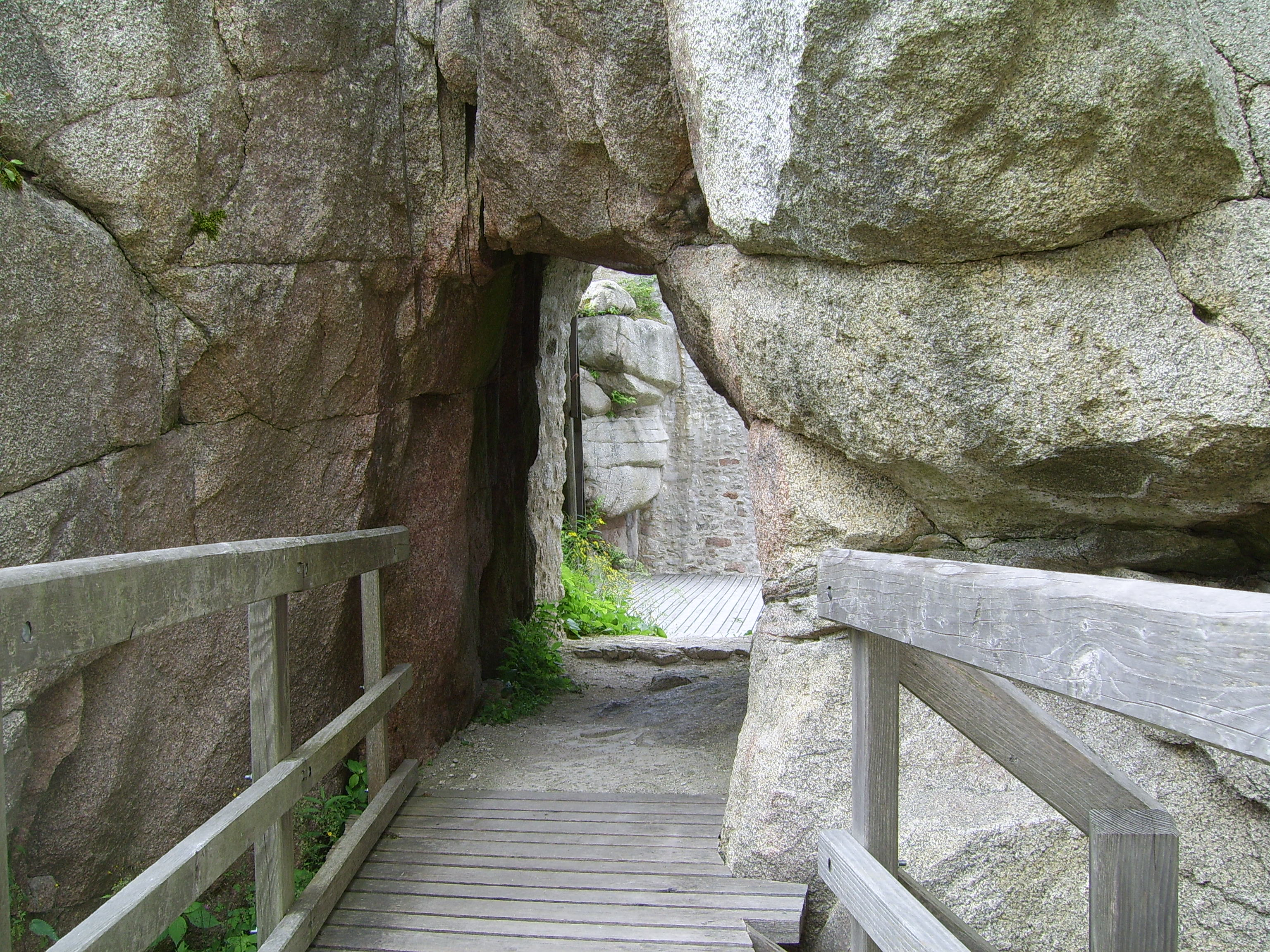
Burgruine Weißenstein, Durchgang
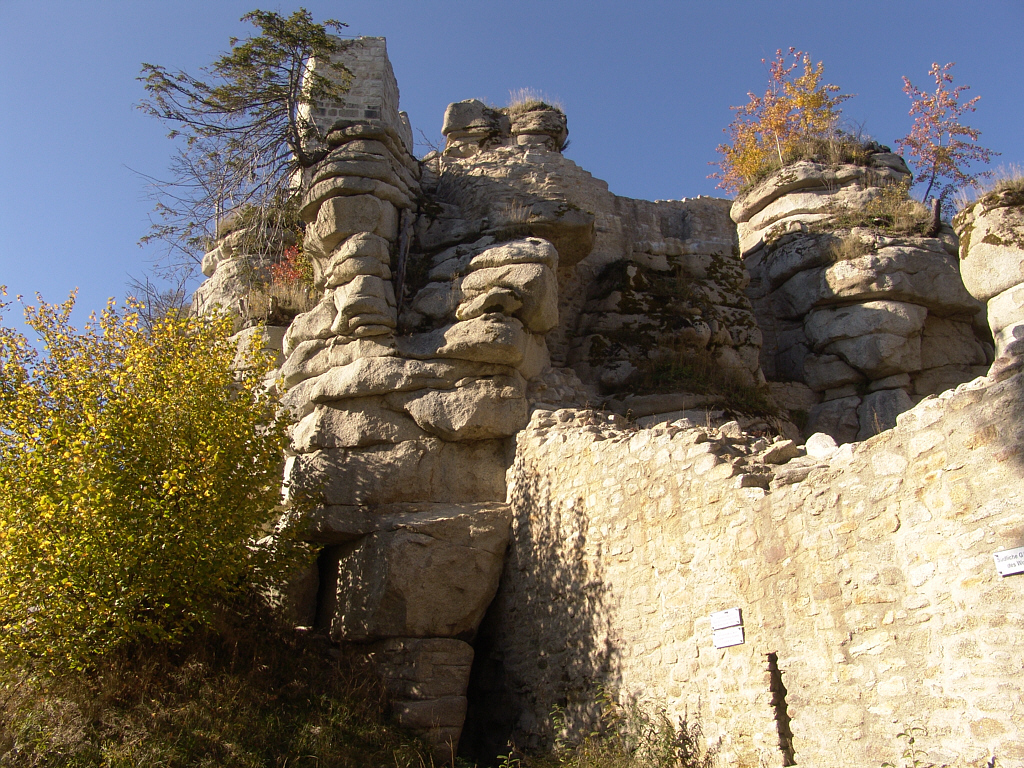
Die Ruine von Süden. Rechts im Vordergrund die Kellermauer des Hauptgebäudes mit Lichtschlitz

Die Burg Weißenstein dürfte nach 1560 endgültig aufgegeben worden sein. Die Bauten verfielen und begruben einen Teil der Mauern unter ihren Schutt. Auch der Turm verlor seinen Aufbau und sicher einen Teil seiner ursprünglichen Höhe. Dies beweisen die vielen am Fuß der Felsen aufgefundenen Turmquader. 1882 verloren die Notthafft ihre Güter und damit auch den Weißenstein durch den Kauf von Bianca Eiserhart aus einer schlesischen Fabrikantenfamilie. Nach ihrem Tod erwarb 1885 Gustav Siegle aus Stuttgart die Besitzungen. 1918 übernahm seine Tochter Dora mit ihrem Mann Fritz von Gemmingen-Hornberg den Besitz. 1955 wurde deren Sohn Wolf Dieter Freiherr von Gemmingen-Hornberg Nachfolger, seit 1973 ist dessen Sohn Eberhard Freiherr von Gemmingen-Hornberg in Friedenfels Besitzer der früheren Herrschaft Weißenstein.
1995 waren von der Burgruine kaum mehr als der auf einer hohen Felsenklippe errichtete Bergfried und zwei einsturzgefährdete, etwa vier Meter hohe Mauerreste sichtbar. Weitere Mauerzüge waren allenfalls in Form von wallartigen Bodenerhebungen erkennbar.
Die Gesellschaft Steinwaldia Pullenreuth e. V. restaurierte zwischen 1996 und 2000 mit einem erheblichen Zeit- und Kostenaufwand die noch vorhandenen Gebäudeteile und sorgte für den Erhalt des kulturhistorischen Denkmals. In einem Info-Pavillon erhält der Wanderer Auskunft über die Geschichte des Weißensteins und die Sanierung der Anlagen.
Die Burgruine Weißenstein ist ein Anziehungspunkt für Wanderer, aber auch Kulisse für Konzerte, Theateraufführungen und andere kulturelle Veranstaltungen.

## Bergfried
Der ca. 7,5 m hohe Bergfried dient heute als Aussichtsturm. Im Zuge der Sanierung wurde der bis auf eine Höhe von etwa 5,5 m im Original-Mauerwerk erhaltene Turm mit im Umfeld gefundenen Steinquadern um 2 m erhöht. Vom seitlich gelegenen Burghof führt eine vierteilige Holztreppe zum Eingang des Bergfrieds, der auf ca. einem Drittel der Höhe der südostseitigen Stirnwand liegt. Im Innern erreicht man über weitere Holztreppen die aus Ahornholz gefertigte Aussichtsplattform.

## Geotop
Die massigen Felstürme aus zum Teil bizarr verwitterten Granitwollsäcken sind als Geotop ausgewiesen.